# Vanessa Miller
Vanessa Meriel Claudia Miller Brescia (Santiago, 2 de noviembre de 1965) es una actriz chilena que ha desarrollado su carrera profesional entre su país de origen y Argentina. 
Fue conductora del late show Vanessa de Noche que se transmitió en todo el territorio hispanoparlante y Miami por los canales de cable Fox Life y Utilísima. durante dos temporadas.

## Biografía
Nació en Santiago el 2 de noviembre de 1965. Es hija de Hugo Miller (n. 1925-f.1997); actor, director de televisión y académico PUC, y de la actriz ítalo-chilena Liliana Ross (n. 1939-f. 2018). Tiene dos hermanas; Daniela Miller (n. 1964); fotógrafa y docente universitaria, y Moira Miller (n. 1972); actriz y directora de teatro. Su familia proviene de origen judío.
En un reciente artículo del suplemento Wikén del diario El Mercurio, se afirma que la actriz cambió legalmente su nombre a Vane, seudónimo que había venido usando en el último tiempo.[cita requerida]

## Carrera
Su primer trabajo en televisión fue en 1978, integrando el Clan infantil de Sábados Gigantes, de la Corporación de Televisión de la Universidad Católica de Chile. En 1986 formó parte del elenco de la teleserie La villa de Televisión Nacional de Chile, donde interpretó a Carla. 
Ya radicada en Argentina participó en ficciones como El oro y el barro, Poliladron, Carola Casini y Gasoleros, pero por sobre todo destacó en espacios cómicos como Rebelde sin pausa, La TV ataca, VideoMatch de Marcelo Tinelli, El palacio de la risa con Antonio Gasalla, La barra de la tele, Viva la patria de Sebastián Borensztein y La cajita social show. En Chile, esta faceta la explotó en el mítico Plan Z del Canal 2 Rock & Pop.
A principios de la década del 2000, estuvo en Utilísima como conductora de los programas A la carta, que contaba con la participación de artistas del momento y la colaboración de cocineros de la señal, e Inutilísimos junto a Hernán Chiozza, donde mostraban los bloopers de la señal femenina.
En 2002 participó por última vez en una teleserie, Buen partido, telenovela que hizo la prestigiosa productora argentina Pol-Ka para Canal 13, mientras el área dramática de la televisora estaba cerrada. Además de Miller, en el elenco estaban Carolina Arregui, Fernando Kliche, Luz Valdivieso, Andrés Gómez, Cristián Arriagada y Remigio Remedy, entre otros. El tema central estuvo a cargo de Gonzalo Yáñez. Pese a todos los esfuerzos, la producción no logró sacar al canal de la crisis de ficción que vivía.
Su participación en el estelar de Canal 13 Por fin es lunes, con el personaje humorístico de Bárbara, la "nana" argentina de Antonio Vodanovic, alcanzaba buena sintonía, por lo que es invitada al Festival de Viña del Mar del 2003. Su controvertido paso por el certamen viñamarino tuvo detractores y generó pifias.
En 2007 estrenó su late show Vanessa de noche, orientado en las mujeres latinoamericanas con temas de actualidad y altas dosis de humor. La primera temporada se emitió en Fox Life y la segunda en Utilísima.
En 2010, publicó su primera novela titulada Crista, que cuenta con una reseña escrita por el artista argentino Fito Páez.
De 2010 al 2015 presentó con mucho éxito, el unipersonal Cómo evitar enamorarse de un pelotudo que corresponde a la adaptación del libro Cómo evitar enamorarse de un boludo del escritor uruguayo Marcelo Puglia. Además, es responsable de Sexytosas, la adaptación teatral del libro Lecciones de seducción de la psicóloga Pilar Sordo, que se estrenó en 2013 titulada como Sexytosas.
Toda esta experiencia y su particular manera de ver la sociedad la transmitió semanalmente en el programa Mujeres primero de La Red, con una sección semanal durante el 2014.
En el 2015 estrenó su nuevo Show "Sexo Dios y TV" del cual es coautora.
También dirigió una nueva temporada de "Ciencia entretenida" Proyecto de divulgación científica para la Comisión Chilena de Energía Nuclear, CCHEN, con la dirección científica de Leopoldo Soto y en el que actúan Daniel Alcaíno y Javiera Acevedo.
Desde 2017 a la actualidad realiza a lo largo de su Chile natal la representación de la obra "VanEsTita y los Merellos" donde con humor, crítica y buen sentido se recorre la vida de la actriz y cantante argentina Tita Merello. Acompañada de buena música de guitarra y violín reviviendo junto a invitados el sentir de esta gran artista sudamericana. En las últimas presentaciones contó con el acompañamiento del actor chileno Fernando Larraín.
En la actualidad y fruto de un arduo trabajo (iniciado en 2012) en común con el reconocido presentador Francisco Saavedra, junto a la productora Bioingeniería Audiovisual llevarán bajo un novedoso formato multiplataforma (Un musical, teleserie y obra teatral) la vida de la cantautora chilena ganadora del certamen del Festival Internacional de la Canción de Viña del Mar, Cecilia Pantoja. popularmente conocida como "Cecilia la incomparable".
El proyecto que lidera como Showrunner Bio pic sobre la vida de la cantante chilena Cecilia La Incomparable,se adjudicó los fondos del Consejo Nacional de Televisión y será emitido en octubre por Televisión Nacional de Chile.

## Filmografía

### Televisión
- Sábados Gigantes (Corporación de Televisión de la Universidad Católica de Chile, 1978-1981)
- La villa (Televisión Nacional de Chile, 1986)
- La bonita página (Argentina Televisora Color, 1990)
- El oro y el barro (Canal 9 Libertad, 1992)
- El palacio de la risa (Argentina Televisora Color -actual Televisión Pública-, 1992-1993)
- Ritmo de la noche (Telefe, 1993-1994)
- VideoMatch (Telefe, 1994-1995)
- Poliladron El trece (1995)
- La barra de la tele El trece (1998)
- Plan Z (Rock&Pop, 1998)
- Viva la patria (América TV Argentina, 1999)
- Gasoleros - El trece (Argentina) como Virginia (1999)
- A la carta (Utilísima Satelital, 1999-2000)
- Marcapazos. (Argentina Televisora Color 1999-2000)
- Inutilísimos (Utilísima Satelital, 2001)
- Buen partido (Canal 13 Chile, 2002)
- Riete.con (Canal 13 Chile, 2003)
- Justicia para todos (Televisión Nacional de Chile, 2003)
- Historias de hombres (Mega, 2004)
- La última tentación (Chilevisión, 2004)
- El cuento del tío (Televisión Nacional de Chile, 2004)
- Siempre contigo (Mega, 2005)
- Bikini (Vía X, 2005)
- Mujeres que matan (Chilevisión, 2006)
- Femenino plural (Más Canal 22, 2006)
- Casado con hijos como Cayuya (Mega, 2007)
- Vanessa de noche (Fox Life/Utilísima, 2007/2008)
- Secreto a voces (Mega, 2011)
- En portada (UCV, 2012)
- Mujeres primero (La Red, 2014)

### Teatro
- 1998-2000 Las Ricuritas, ganadora bienal de arte joven de Buenos Aires.
- 2001 Colón agarra viaje a toda costa.
- 2002 Shhh.
- 2003 Bésame mucho.
- 2004 Divorciadas evangélicas y vegetarianas.
- 2007-2006 El método Gronholm.
- 2008 Cita a ciegas.
- 2010-presente Cómo evitar enamorarse de un pelotudo.
- 2018 VanEsTITA y los Merellos.
- 2019 Proyecto multiplataforma Cecilia "la incomparable".

### Cine
- 1988 Color escondido.
- 1992 Espejo de barro.
- 1997 El entusiasmo.
- 2003 Cesante.
- 2005 Secuestro.
- 2007 El brindis con Pepe Soriano.[9]
- 2014 Mamá ya crecí.
- 2014 Maldito amor.
- 2023 Cecilia, bravura plateada.